# Centrale nucleare di Ikata
La  centrale nucleare di Ikata (伊方発電所?, Ikata hatsudensho, Ikata NPP) è una centrale nucleare (la prima al mondo con un reattore di III generazione) su un sito grande 860.000 metri quadrati collocato nelle città di Ikata nel distretto di Nishiuwa della prefettura di Ehime, in Giappone, sulle coste del Mar del Giappone (da dove prende l'acqua per il raffreddamento).

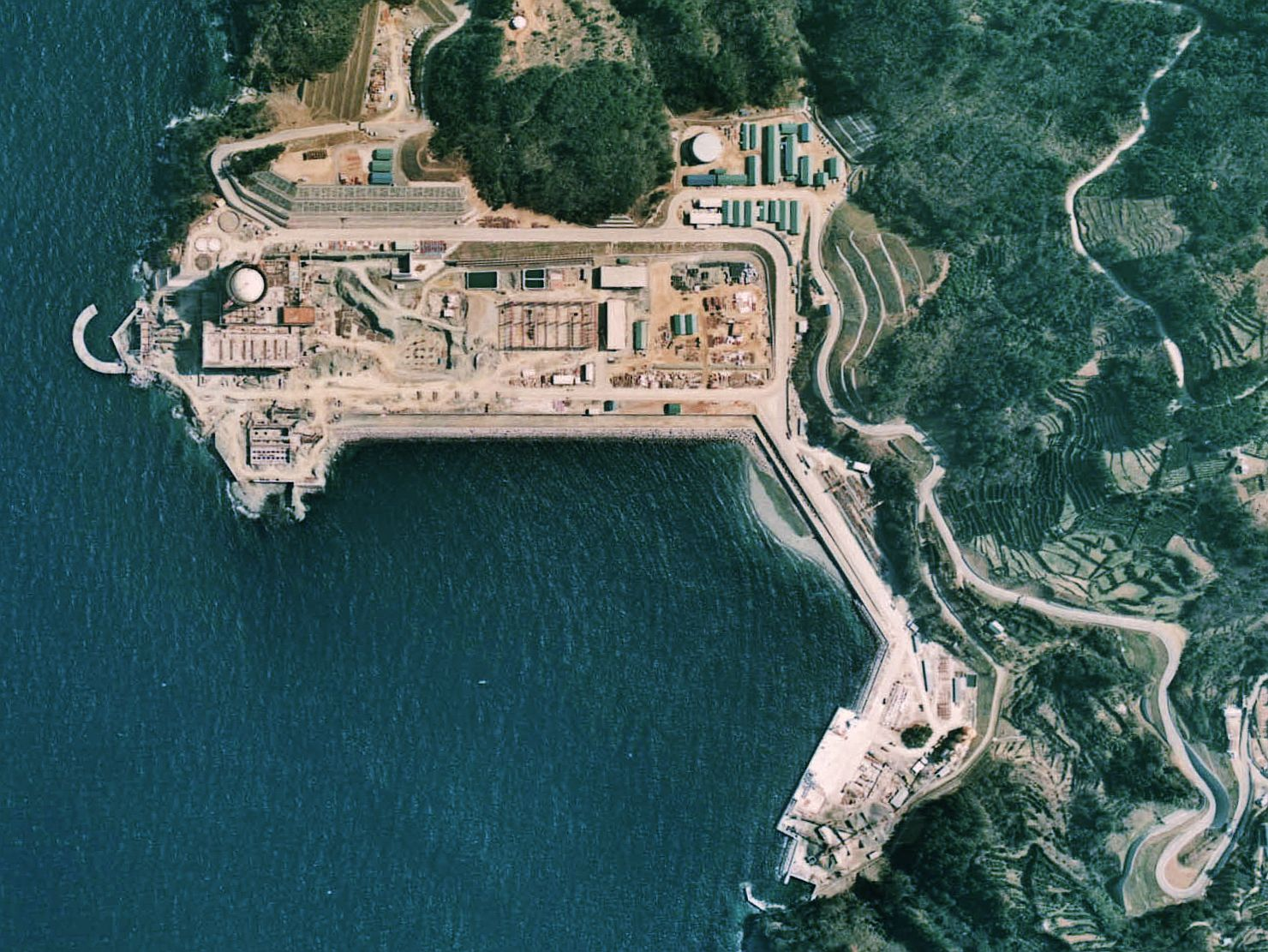
Vista aerea della centrale

È l'unica centrale nucleare sull'isola di Shikoku. È di proprietà e gestita dalla Shikoku Electric Power Company. L'impianto fu chiuso insieme a tutte le altre centrali nucleari in Giappone a seguito del disastro nucleare di Fukushima Daiichi. L'unità 3 è stata riattivata usando combustibile a ossido misto di plutonio-uranio il 12 agosto 2016 e ha iniziato a fornire elettricità alla rete tre giorni dopo. Il 13 dicembre 2017, l'Alta corte di Hiroshima ha emesso un'ingiunzione temporanea per interrompere il funzionamento del reattore nucleare 3 fino a settembre 2018.